# تپه آسیاب (تربت جام)
تپه آسیاب مربوط به سده‌های اولیه اسلام تا سده ۱۰ ق است و در شهرستان تربت جام، بخش نصرآباد - دهستان کاریزان، شرق روستای اندای واقع شده و این اثر در تاریخ ۲ آبان ۱۳۸۲ با شمارهٔ ثبت ۱۰۴۵۲ به‌عنوان یکی از آثار ملی ایران به ثبت رسیده‌است.